# Banc de Noordhinder
Le Banc de Noordhinder est un haut-fond situé dans la partie sud de la mer du Nord, entre Anvers, en Belgique, et l’embouchure de la Tamise dans le sud-est de l’Angleterre.
Il y a eu jusqu'en 1994 un bateau-phare pour le signaler. Il était ancré à environ 74 kilomètres (46 milles marins) de Flessingue et à 54 kilomètres d’Ostende. Il fut remplacé en 1994 par une bouée lumineuse.
Pendant la Première Guerre mondiale, il y a eu un engagement naval appelé la bataille au large du Banc de Noordhinder, entre les forces navales allemandes et britanniques à proximité.

Le banc de Noordhinder (désigné en anglais North Hinder) a donné son nom à un des dispositifs de séparation du trafic en mer du Nord, au large de la côte belge et à proximité du dispositif de séparation du trafic du Pas de Calais.